# 大島町 (太田市)
大島町（おおしまちょう）は、群馬県太田市にある地名（町丁）。郵便番号は373-0055。

## 概要
鳥之郷地区にある町丁。

## 地理

### 近隣町丁
- 八幡町
- 西本町
- 藤阿久町
- 新野町
- 鳥山下町
- 鳥山町

## 世帯数と人口
2022年（令和4年）3月31日現在の世帯数と人口は以下の通りである。
| 町丁   | 世帯数   | 人口   |
| ------ | -------- | ------ |
| 大島町 | 1026世帯 | 2000人 |

## 交通

### 鉄道
中央を東武桐生線が通っている。鉄道駅はない。

### 道路
- 群馬県道78号太田大間々線

## 施設
- SUBARU健康保険組合太田記念病院